# Sömnstjärnor
Sömnstjärnor (Xanthisma) är ett släkte av korgblommiga växter. Sömnstjärnor ingår i familjen korgblommiga växter.
Kladogram enligt Catalogue of Life:
| Sömnstjärnor | \| \| Xanthisma blephariphyllum \| \| \| \| \| \| Xanthisma coloradoense \| \| \| \| \| \| Xanthisma gracile \| \| \| \| \| \| Xanthisma gracilis \| \| \| \| \| \| Xanthisma grindelioides \| \| \| \| \| \| Xanthisma gypsophilum \| \| \| \| \| \| Xanthisma junceum \| \| \| \| \| \| Xanthisma spinulosum \| \| \| \| \| \| sömnstjärna \| \| \| \| \| \| Xanthisma viscidum \| \| \| \| |
|              | \| \| Xanthisma blephariphyllum \| \| \| \| \| \| Xanthisma coloradoense \| \| \| \| \| \| Xanthisma gracile \| \| \| \| \| \| Xanthisma gracilis \| \| \| \| \| \| Xanthisma grindelioides \| \| \| \| \| \| Xanthisma gypsophilum \| \| \| \| \| \| Xanthisma junceum \| \| \| \| \| \| Xanthisma spinulosum \| \| \| \| \| \| sömnstjärna \| \| \| \| \| \| Xanthisma viscidum \| \| \| \| |
|              | Xanthisma blephariphyllum |
|              | |
|              | Xanthisma coloradoense |
|              | |
|              | Xanthisma gracile |
|              | |
|              | Xanthisma gracilis |
|              | |
|              | Xanthisma grindelioides |
|              | |
|              | Xanthisma gypsophilum |
|              | |
|              | Xanthisma junceum |
|              | |
|              | Xanthisma spinulosum |
|              | |
|              | sömnstjärna |
|              | |
|              | Xanthisma viscidum |
|              | |

## Bildgalleri

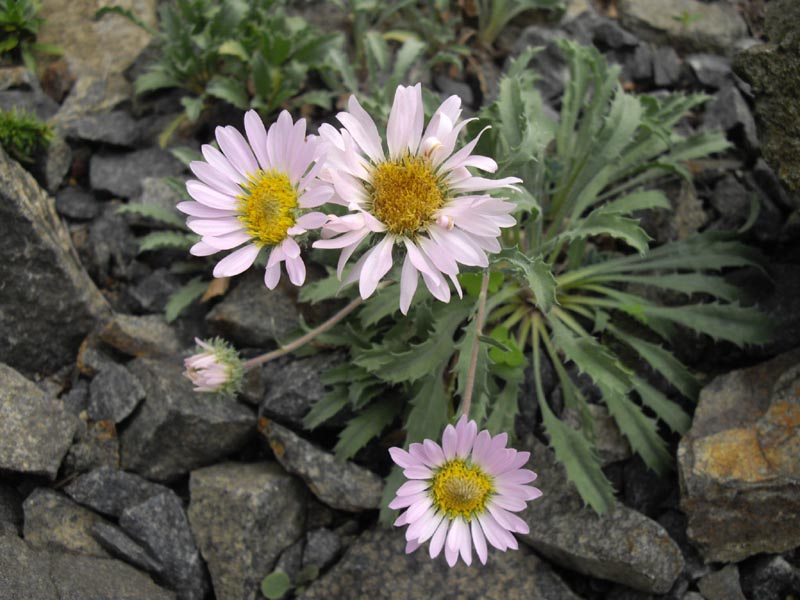
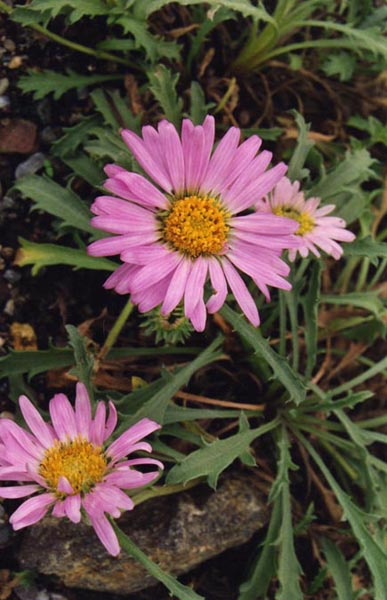
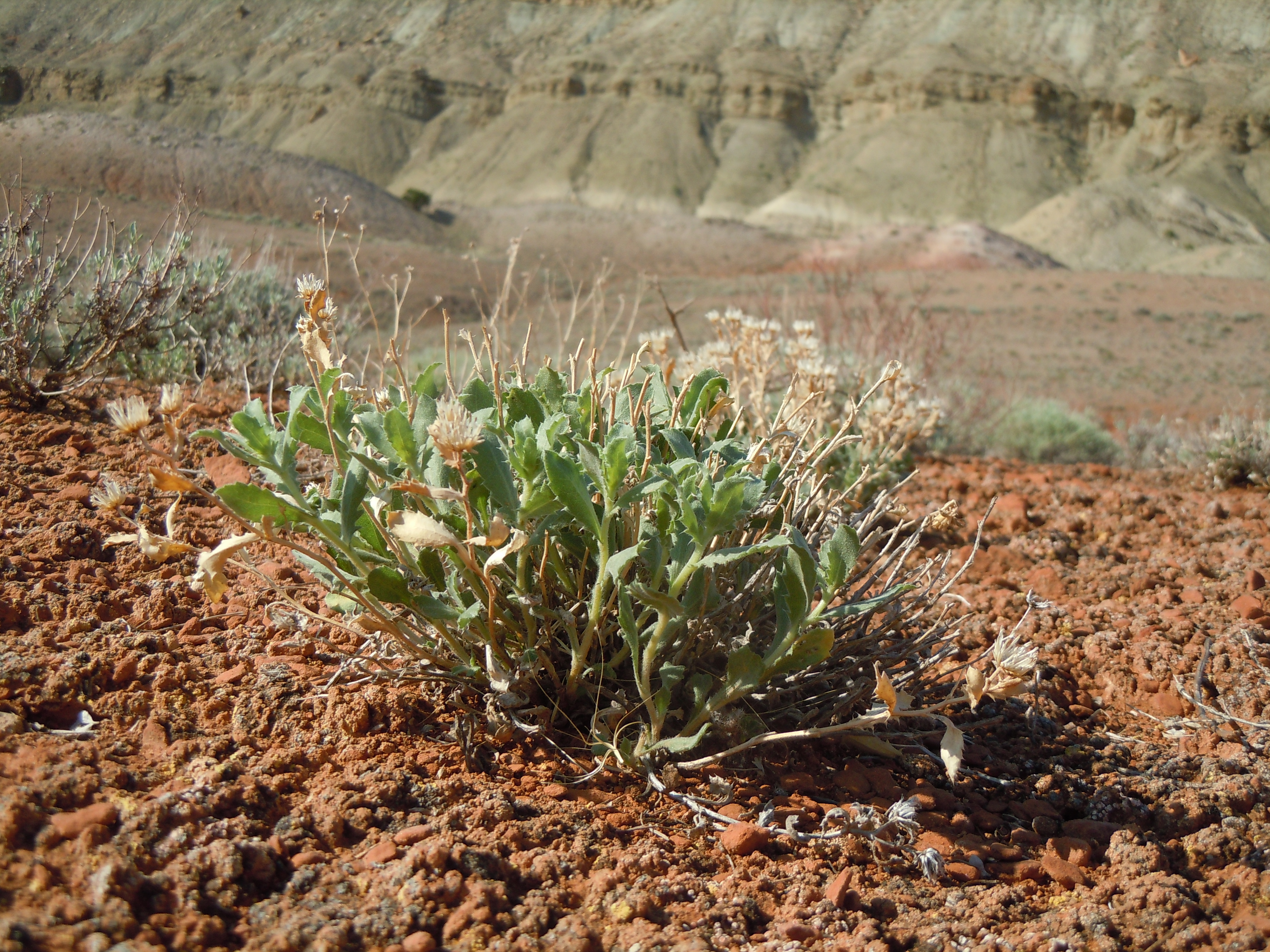
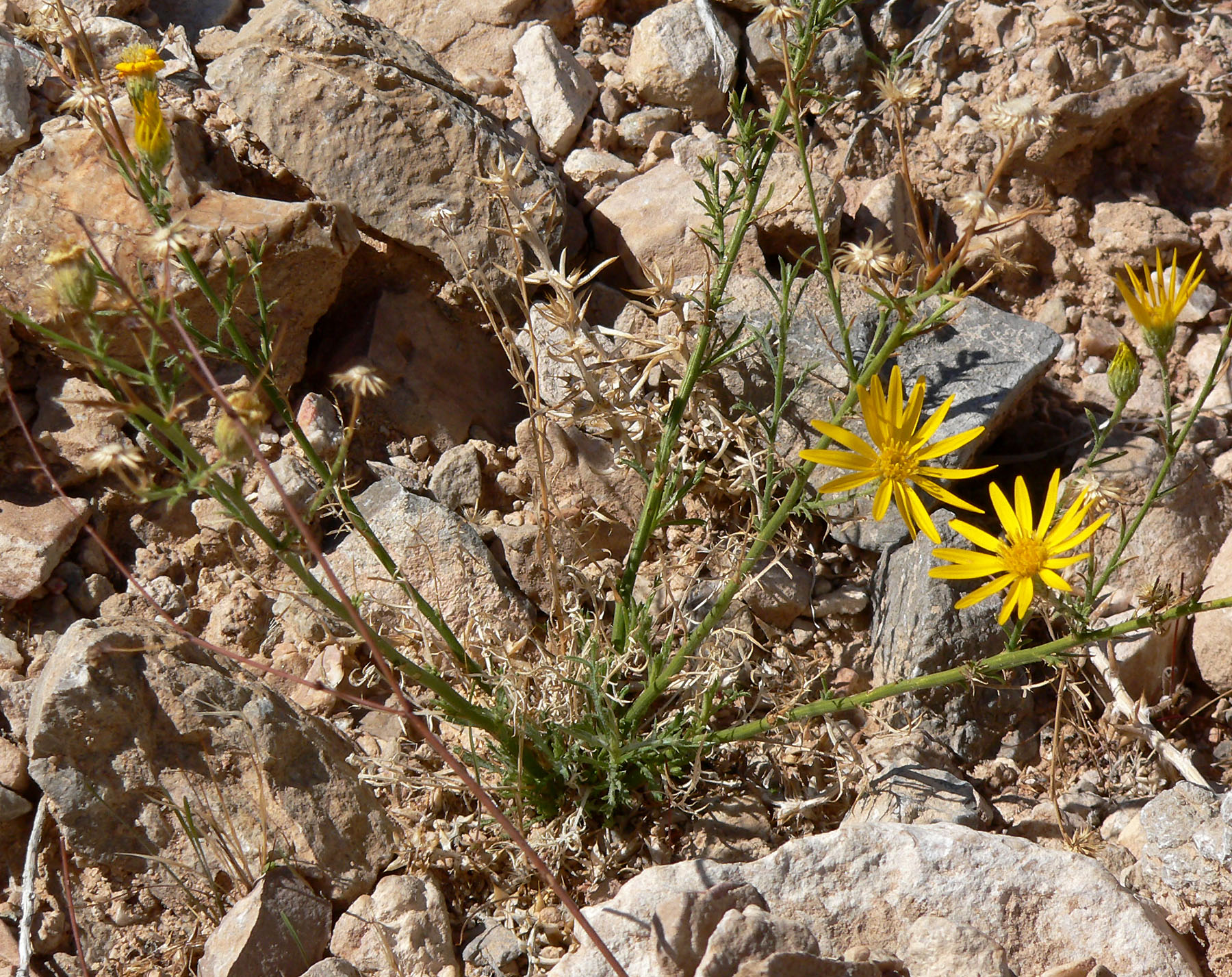
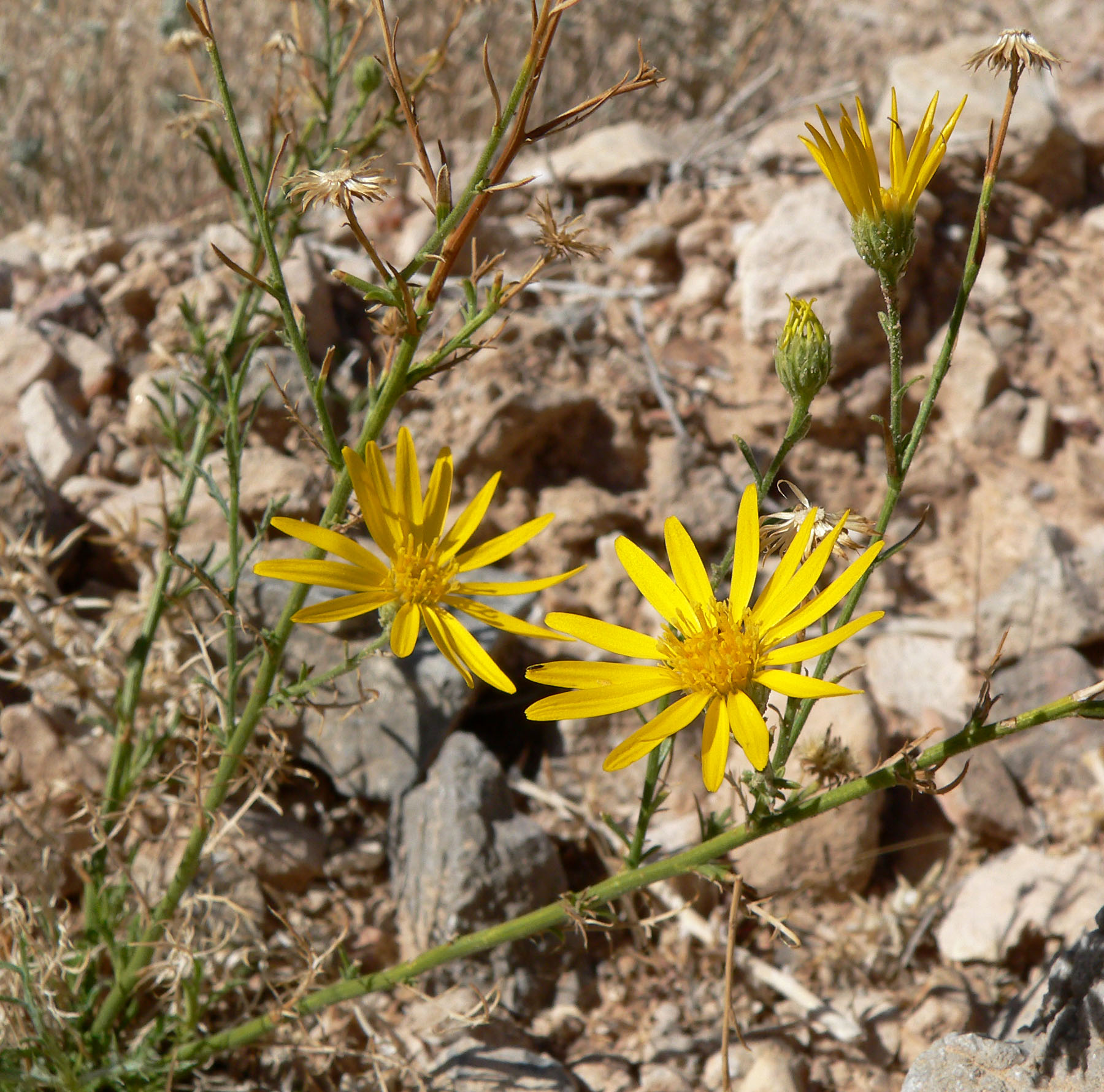
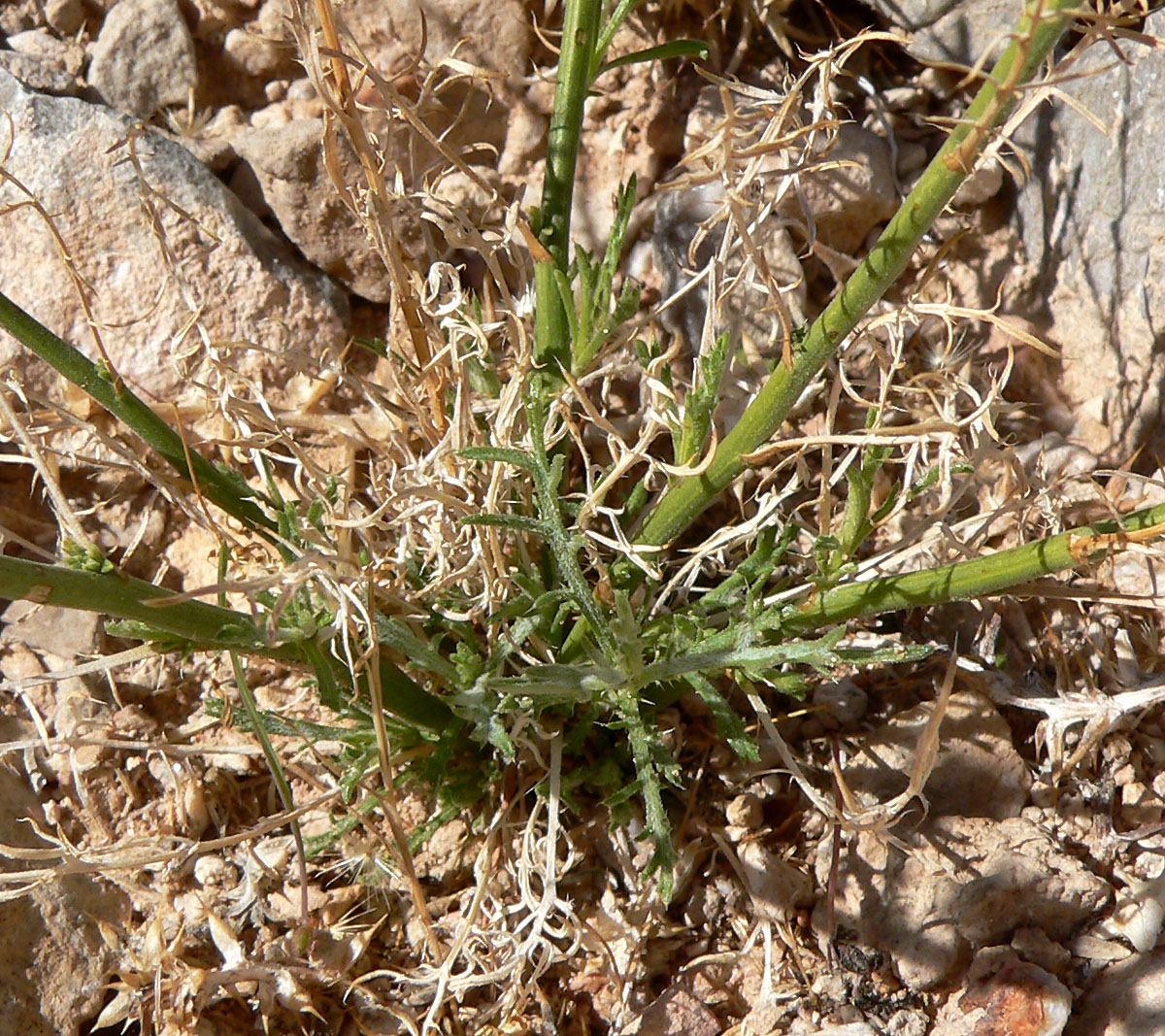